# Мужская сборная Марокко по баскетболу 3×3
Мужская сборная Марокко по баскетболу 3×3 представляет Марокко на международных соревнованиях по баскетболу 3×3. Управляющим органом является Федерация баскетбола Марокко (фр. Fédération Royale Marocaine de Basket-Ball, FRMBB).
По состоянию на 21 сентября 2024, мужская сборная Марокко по баскетболу 3×3 занимает 68-е место в мировом рейтинге ФИБА мужских сборных по баскетболу 3×3.

## Результаты выступлений
| Турнир                      | Золото | Серебро | Бронза | Всего |
| --------------------------- | ------ | ------- | ------ | ----- |
| Чемпионат Африки            | —      | —       | —      | —     |
| Африканские игры            | —      | —       | —      | —     |
| Игры исламской солидарности | —      | —       | —      | —     |
| Итого                       | —      | —       | —      | —     |

### Чемпионат Африки
| Год       | Место          | Игры           | Победы         | Поражения      | Состав команды                                                                |
| --------- | -------------- | -------------- | -------------- | -------------- | ----------------------------------------------------------------------------- |
| 2017—2019 | не участвовали | не участвовали | не участвовали | не участвовали | не участвовали                                                                |
| Каир 2022 | 6              | 4              | 2              | 2              | Jihad Benchlikha, Soufiane Benmhine, Mohammed Chaoui Kouraichi, Hamza Foulani |
| Каир 2023 | 8              | 4              | 2              | 2              | Ilias Aqboub, Jihad Benchlikha, Anass El Moussaoui, Hamza Foulani             |

### Африканские игры
| Год        | Место          | Игры           | Победы         | Поражения      | Состав команды                                                                      |
| ---------- | -------------- | -------------- | -------------- | -------------- | ----------------------------------------------------------------------------------- |
| Рабат 2019 | 8              | 5              | 1              | 4              | Mohamed Bnichou, Abdelkarim El Haoua, Anass El Moussaoui, Mohammed Chaoui Kouraichi |
| 2017—н. в. | не участвовали | не участвовали | не участвовали | не участвовали | не участвовали                                                                      |

### Игры исламской солидарности
| Год        | Место          | Игры           | Победы         | Поражения      | Состав команды                                                                |
| ---------- | -------------- | -------------- | -------------- | -------------- | ----------------------------------------------------------------------------- |
| 2017       | не участвовали | не участвовали | не участвовали | не участвовали | не участвовали                                                                |
| Конья 2021 | 12             | 4              | 2              | 2              | Reda Ali Harras, Jihad Benchlikha, Mohamed Bnichou, Mohammed Chaoui Kouraichi |